# Jazzie B
Trevor Beresford Romeo OBE, född den 26 januari 1963, mer känd under sitt artistnamn Jazzie B, är en prisbelönad brittisk DJ, musikproducent och entreprenör. Han är grundare av Soul II Soul.

## Utmärkelser
2008 fick han dels Ivor Novello Awards för att han givit "den svarta musiken en egen själ". och dels även Officer of the Order of the British Empire (OBE) av Elizabeth II.

## Diskografi
Soloalbum
- 2016 – RA.EX303 Jazzie B

Solosinglar
- 1987 – "London Beats - Volume 1"
- 1988 – "London Beats Vol.2"